# Frederick Townsend Ward
Frederick Townsend Ward (Salem, Massachusetts, 29 de novembre de 1831 - Ningbo, República Popular de la Xina, 22 de setembre de 1862) va ser un mariner i soldat mercenari estatunidenc conegut per la creació del que es va anomenar l'Exèrcit Invencible, durant la Rebel·lió dels Taiping (1851–1864) a la República Popular de la Xina.

## Biografia
Era el més gran dels fills del matrimoni Frederick Gamaliel i Elizabeth Colburn Ward. El seu pare era un home sever i ell de petit era un nen callat (va trigar molt a començar a parlar).
De molt jove va demostrar la seva valentia com han recordat companys seus de classe. Malgrat que semblava destinat a navegar, el seu desig era ser soldat. El 1846 els Estats Units inicia una guerra amb Mèxic. No havia complert 16 anys que es va escapar de casa per seguir les tropes però va ser descobert i en tornar a casa va rebre la ira del seu pare. La seva carrera militar es va frustrar i va haver de deixar el col·legi i el van embarcar a la goleta Hamilton (el capità de la qual era un parent) en direcció a Hong Kong. L'any següent (1848) la goleta Hamilton tornà als Estats Units amb un carregament de te i seda però el jove segon oficial tornaria diversos cops a la Xina en la següent dècada.

## Activitat com a soldat
L'11 de juny de 1851 esclata la Rebel·lió dels Taiping. Alguns historiadors han pensat que Ward era un dels occidentals que podien simpatitzar amb aquesta rebel·lió però el 1852 els estrangers tenien prohibit viatjar a l'interior de l'imperi xinès i, per tant, seria molt difícil que pogués contactar amb els rebels i assabentar-se dels seus objectius.
El 1853 va participar en l'aventura de William Walker que va proclamar la República de la Baixa Califòrnia el dia 1 de novembre de 1851 però sembla que Ward va desertar abans d'aquesta autoproclamació. Durant la seva experiència mexicana va aprendre el castellà.
El març de 1853 el moviment taiping va aconseguir el seu major èxit: la conquesta de Nanquín que es va convertir en la "Capital Celestial". La caiguda de la dinastia manxú semblava imminent.
El 1854, gràcies a la influència d'uns amics de la família, va ingressar a l'exèrcit francès i va participar en la Guerra de Crimea que va enfrontar Rússia amb Gran Bretanya i França la qual cosa li va servir per adquirir experiència en matèria de tàctiques militars i armament. El coneixement de com atacar fortificacions fixes li fou de gran utilitat a la Xina on reapareixerà el 1857.
Quan va arribar a Xangai (a finals de 1859 quan tenia 28 anys i sense diners) es va relacionar amb el seu compatriota Henry Andrea Burgevine, un aventurer i bevedor que més endavant seria el seu lloctinent. Ward seria el líder i Burgevine la seva mà dreta.
El 1859 la situació era molt greu per a les autoritats de Pequín i cada cop veien més clar haver de demanar ajut als "bàrbars" per tal de salvar l'imperi. El juny de 1860 a Xangai, Ward aconseguí que el taotai (equivalent a intendent) Wu Hsu i el banquer Yang Fang estiguessin disposats a col·laborar amb ell per finançar el projecte de la creació d'un exèrcit mercenari per a combatre els rebels taiping i que va arribar a disposar de colts, carabines de repetició Sharps i artilleria. Oficialment, el nom de l'exèrcit era el de Cos Estranger de Shanghai (amb la victòria de Sung-chiang es coneixeria com a “forces de Sung-chiang). Arran de la derrota de Ch'ing-p'u, Ward va canviar el nom del Cos Estranger pel de Legió Estrangera Xinesa.
L'exèrcit era format per homes de diversos països però la majoria eren nord-americans (el col·lectiu espanyol el formaven filipins, un dels quals, Vicente Macanaya, va tenir un paper destacat com ajuda de camp). Els britànics, al principi, no veien amb bons ulls aquesta força armada a la que acusaven d'incitar la deserció dels seus soldats. Amb la demostració de la seva eficàcia van anar canviant d'opinió. Amb les autoritats xineses van tenir dificultats diverses, principalment per no complir allò que havien acordat amb relació a la participació en els atacs que havien de ser conjunts i a la defensa de poblacions prèviament conquerides. Amb la defensa de Shanghai, la fama de Ward fou enorme. Els imperials parlaven de l'Exèrcit Invencible (Chang-sheng-chun) mentre que els rebels es referien a les seves forces com "els soldats del diable". En la revolta Taiping Ward va donar mostres de valentia cosa que li va provocar unes quinze ferides (una a la mandíbula li va causar una deformació a la cara).
Després de la mort de Ward i amb els seus patrocinadors xinesos caiguts en desgràcia, els seus homes van estar a punt d'amotinar-se; els britànics van intentar controlar el seu exèrcit que va ser comandat per Charles George Gordon el març de 1863. Quan les autoritats imperials van tenir l'evidència de la derrota dels rebels, van dissoldre l'Exèrcit Invencible.
El banquer patrocinador de l'exèrcit de Ward, Yang Fang tenia un fill i una filla, Chang-mei, que els xinesos consideraven ja gran i que portava la mala sort perquè el seu promès va morir i això era signe de mal averany. Ward s'hi va casar (el seu primer amor el va tenir als 20 anys es va enamorar d'una noia de Salem de 16 anys però els seus pares van considerar que el mariner i mercenari no era el marit convenient per a la seva filla).
Pels seus serveis va adquirir la nacionalitat xinesa (encara que en circumstàncies poc clares per evitar la detenció de Ward per part de les autoritats britàniques en un intent d'aturar les seves activitats). Va aconseguir el títol de mandarí. A Sung-chiang es va construir un monument a la seva memòria que després de la Revolució de 1911 fou abandonat. Reparat als anys 20 gràcies a la legió estatunidenca. I més tard la seva figura fou durament criticada pels maoistes.
Va morir d'un tret a l'estómac el 22 de setembre de 1862, hores després de l'assalt de Tz'u-ch'i.

## Font
- Carr, Caleb. El soldado del diablo (en castellà). 1a. ed..  Barcelona: Ediciones B, 2001. ISBN 9788440693075.